# Air Kuti
Air Kuti is een bestuurslaag in het regentschap Lubuklinggau van de provincie Zuid-Sumatra, Indonesië. Air Kuti telt 2563 inwoners (volkstelling 2010).